# Cryptocephalus lostiai
Cryptocephalus lostiai es una especie de insecto coleóptero de la familia Chrysomelidae.
Fue descrita científicamente en 1951 por Burlini.